# ببرهای باغ‌وحش لندن
«ببرهای باغ وحش لندن» (فرانسوی: Tigres, Jardin zoologique, Londres‎) یک فیلم صامت فرانسوی به کارگردانی الکساندر پرومیو است که در سال ۱۸۹۶ منتشر شد.